# Canonsburg
Canonsburg è un borough degli Stati Uniti d'America nella contea di Washington, in Pennsylvania. È situata a circa 30 km a sud-ovest di Pittsburgh. Al censimento del 2010, aveva una popolazione di 8 992 abitanti e una superficie di 5,98 km² (2,31 mi²).
A est del centro urbano si trova il Canonsburg Lake, un lago frequentato da gitanti e attrezzato per picnic.
È collegata con una strada interstatale ai maggiori centri degli stati vicini ai quali è unita anche attraverso la linea ferroviaria della Pittsburgh and Ohio Central Railroad.

## Storia
La località è stata fondata dal colonnello John Canon nel 1789 ed è stata riconosciuta ufficialmente come borough nel 1802.
La regione in cui è situata era un tempo fortemente industrializzata e ricca di miniere di carbone e di acciaierie ed esiste ancora, almeno in parte, la strada - chiamata Fort Dunmore - che collegava appunto la città ai centri minerari.
Nel 1910 la popolazione di Canonsburg, incluso il sobborgo di South Canonsburg annesso l'anno successivo, era di 5.588 abitanti; nel 1920 era salita a 10.632 e nel 1940 a 12.599. Secondo il censimento del 2000 la sua popolazione è di 8.607 abitanti.